# 拉哈普鎮區 (伊利諾伊州漢考克縣)
拉哈普鎮區（英語：La Harpe Township）是位於美國伊利諾伊州漢考克縣的一個行政鎮區。

## 地方資料
根據2010年美國人口普查的數據，拉哈普鎮區的面積為96.60平方千米，當中陸地面積為96.60平方千米，而水域面積為0.00平方千米。當地共有人口1428人，而人口密度為每平方千米14.78人。